# Nuova registrazione 402
Nuova registrazione 402 è un singolo della cantante italiana Mara Sattei, pubblicato il 25 ottobre 2019.

## Descrizione
Il brano, scritto dalla stessa cantante, è composto e prodotto da Davide Mattei, in arte Thasup.

## Video musicale
Il video musicale, diretto da Enea Colombi, è stato pubblicato il 28 ottobre 2019 attraverso il canale YouTube della cantante.

## Tracce
Testi di Sara Mattei, musiche di Davide Mattei.
1. Nuova registrazione 402 – 2:51